# Гон Максим Мойсейович
Максим Мойсейович Гон (13 липня 1966, Івано-Франківськ) — український історик і політолог. Доктор політичних наук (2007).

## Життєпис і діяльність
Закінчив Івано-Франківський педагогічний інститут (1990). Учителював (1993–95); працював у Рівненському економічно-гуманітарному інституті (1996—2001); від 2001 — у Рівненському гуманітарному університеті: в. о. проф. каф. політ. наук (від 2007).
Досліджує діяльність єврейських партій Східної Галичини, проблеми міжетнічної взаємодії на західно-українських землях 1918—1939 років, українсько-єврейські взаємини у 1918–1945.
З початком повномасштабного російського вторгнення в Україну добровольцем вступив у лави Збройних Сил України. 

## Праці
- Євреї в Західноукраїнській Народній Республіці (до проблеми українсько-єврейських взаємин). К., 1997 (співавт.);
- Голокост на Рівненщині (документи і матеріали). Дн., 2004;
- Із кривдою на самоті. Українсько-єврейські взаємини на західноукраїнських землях у складі Польщі (1935—1939). Р., 2005;
- Особливості міжетнічної взаємодії в контексті політичних процесів на західноукраїнських землях у міжвоєнний період. Р., 2006.